# Arusha Peace and Reconciliation Agreement for Burundi
Arusha Peace and Reconciliation Agreement for Burundi, eller helt kort the Arusha Accord, är ett protokoll som sammanställds av ett stort antal parter i Arusha, Tanzania, år 2000, för att nå fred i Burundi. Motsvarande protokoll sammanställdes för att nå fred i Rwanda år 1993.

## Innehåll
Innehållet i det 94 sidor långa protokollet är uppdelat i fem underprotokoll: 
- Protokoll I: Natur av konflikten och problem av folkmord;
- Protokoll II: Demokrati och god samhällsstyrning;
- Protokoll III: Fred och säkerhet för alla;
- Protokoll IV: Återuppbyggnad och utveckling;
- Protokoll V: Garantier om genomförandet av avtalet.